# Pseudochirulus herbertensis
Pseudochirulus herbertensis là một loài động vật có vú trong họ Pseudocheiridae, bộ Hai răng cửa. Loài này được Collett mô tả năm 1884.